# أولانزابين
أولانزابين (بالإنجليزية: Olanzapine)‏ هو مضاد للذهان، وافقت عليه إدارة الأغذية والأدوية لعلاج الفصام والاضطراب الوجداني ثنائي القطب. حيث يعمل على سد مستقبلات الدوبامين D1-D5.والسيروتونين. فيثبط من تأثير الدوبامين المفرط المسبب للذهان. (يندرج تحت الأسماء التجارية الاتية: Prexolan ،Zyprexa ،Zalasta ،Zolafren ،Olzapin).
هو دواء لا نمطيّ (Atypical) مضاد للذهان (Antipsychotic) يُستعمل أساسا لمُعالجة الفُصام (الانفصام العقلي - فصام). آلية عمل هذا الدواء مشابهة لآلية عمل  كلوزابين (Clozapine – دواء مُهدّئ)، لكن أولانزابين لا يؤدي إلى أعراض جانبية في جهاز الدم (التسبب بضرر لخلايا الدم البيضاء)، ولذلك فهو لا يتطلب متابعة ومراقبة مستمرتين وإجراء فحص العدّ الدمويّ الشامل باستمرار.
خلافا للأدوية النمطية المضادة للذهان (مثل، فينوثيازين - وهالوبيريدول)، هذا الدواء (أولانزابين) قد يسبب عددًا أقل من الأعراض الجانبية التي تمسّ بالقدرة على الحركة، مثل الباركنسونية.
تظهر زيادة في الوزن لدى عدد ضئيل من المرضى الذين يتناولون أولانزابين. ويمكن أن يسبب انخفاضًا حادًا ومُفرطًا في ضغط الدم لحظة الانتقال من وضعية الاٍستلقاء إلى وضعية الوقوف، وخصوصا في المرات الأولى التي يتم فيها تناول الدواء. ولذلك يوصى بالراحة بعد تناول الدواء، وخاصة في الأيام الأولى من بدء تناوله.

## الأعراض الجانبية
بعض الاعراض الجانبية الخطرة للدواء التي أن ظهرت وجب ترك الدواء ومراجعة الطبيب فورًا:
- رعش الأطراف.
- تشنج العضلات، ارتفاع درجة حرارة الجسم، التعرق، عدم انتظام دقات القلب، الشعور بقرب الموت.
- صعوبة في النطق.
- الجفاف وزيادة العطش والشعور بالحر الشديد.
- تغيير في الشخصية أو اضطراب في الأفكار.
- الم أعلى البطن مع غمق لون البول واصفرار في العينين.
- الحركة غير المريحة العين أو اليدين.

ومن الأعراض الجانبية الأقل خطورة:
- زيادة في الوزن (خصوصًا لدى المُراهقين).
- صداع ودوخة والشعور بالتعب.
- مشاكل في الذاكرة.
- ألم في الظهر أو اليدين أو الأرجل.

## تعليمات تناول دواء أولانزابين
طريقة التناول: أقراص، أقراص قابلة للذوبان على اللسان، حقنة في العَضَل.
عدد الجرعات: مرة واحدة في اليوم.
الجرعة: 10 - 20 ملغ باليوم.
بداية الفعالية: قد تمرّ 3 إلى 4 أسابيع حتى الشعور بالتأثير الإيجابي الكامل للدواء.
مُدة الفعالية: 24 ساعة